# وليم هاميلتون (رسام كارتون)
وليم هاميلتون (بالإنجليزية: William Hamilton)‏ (2 يونيو 1939، بالو ألتو في الولايات المتحدة - 8 أبريل 2016، ليكسينغتون في الولايات المتحدة)؛ روائي أمريكي.